# Charles Heineken
Charles Heineken (Hackney, 27 de julho de 1791 — Funchal, 4 de janeiro de 1830) (usava o nome Christian, embora apareça quase sempre referido como Charles), também conhecido por Carlos Heineken, foi um médico e ornitologista que viveu na ilha da Madeira de 1826 até ao seu falecimento. Descreveu o pombo-trocaz, uma espécie endémica da Madeira. Foi homenageado pela atribuição do seu nome a uma subespécie de toutinegra, a Sylvia atricapilla heineken.

## Biografia
Médico britânico, de ascendência prussiana, foi médico em Bow, Middlessex a partir de 1819, mas devido a sofrer de tuberculose, mudou-se para a ilha da Madeira, onde viria a falecer. O avô, comerciante em Bremen, mudou-se para Londres e fez uma grande fortuna através de um negócio bem conduzido e da importação de madeira do Báltico e de outras madeiras para uso da marinha inglesa. A família pertencia à Igreja Unitariana, de que o pai de Charles foi ministro.
O Elucidário Madeirense diz dele: «Médico inglês que residiu no Funchal durante 9 anos e faleceu aqui a 4 de Janeiro de 1830. Num artigo publicado no vol. XII (1824) do Medical Repository e noutro escrito que apareceu nos Rambles in Madeira, recomenda o clima do Funchal no tratamento das moléstias pulmonares. Durante a sua residência na ilha fez muitas observações meteorológicas, que são de grande valor para o conhecimento da nossa climatologia». Para além dos estudos sobre meteorologia, dedicou-se à ornitologia, matéria onde fez importantes contribuições, e à entomologia.
Descreveu a espécie endémica madeirense Columba trocaz num artigo publivcado em 1828 no Edinburgh Journal of Science. Também publicou um estudo sobre o canário e a toutinegra da Madeira, entre outras espécies.
Manteve correspondência com diversos cientistas da sua época, incluindo com Charles Darwin, que cita algumas das suas observações na sua obra e comenta as observações que lhe são atribuídas por Edward Harcourt.
O seu nomo foi epónimo da espécie Carruca heineken, agora considerada a subespécie Sylvia atricapilla heineken da espécie euro-asiática Sylvia atricapilla, numa homenagem do autor da descrição, Sir William Jardine.

## Obras
Entre ouras, publicou as seguintes obras:
- «Two cases of hydrocephalus». The London Medical Repository, vol. 12 (1819), no. 70 (4), pp. 287-290.
- «On the appearances of the blood as characterizing inflammation, and indicating the necessity of further deplition». The London Medical Repository, vol. 13 (1820), no. 74(1), pp. 97-101.
- «On the action of powerful remedies; with an account of two cases, in which they werw bad recourse to». The London Medical Repository, vol. 15 (1821), no. 87, pp. 177-184.
- «Case of injury from a fall, in which the symptoms of compression and concussion of the brain were both present». The London Medical Repository, vol. 16 (1821), no. 91, pp. 15-18; vol. 24 (1825), no. 141, pp. 231-256.
- «Case of diabetes mellitus with remarks». The London Medical Repository, vol. 19 (1823), no. 112, pp. 265-270.
- C. Heineken, M.D., «Of Madeira, its Visitors, its Climate, and its Diseases», The London Medical Repository, no. 127 (July 1, 1824), No. VII – vol. II (New series), pp. 1-17.
- «Case of smallpox, twenty-three years after vaccination; with observations». London Medical and Physical Journal, vol. 57, 1827, no. 339, pp. 310-412 (resumo em Magazin der ausländischen Literatur der gesammten Heilkunde und ..., vol. 14, pp. 90-91).
- «Observations on the leprosy of Madeira». Edinburgh Medical and Surgical Journal, vol. 26 (1826), no. 88, pp. 15-26 (com extrato publicado em Magazin der ausländischen Literatur der gesammten Heilkunde, und Arbeiten des Ärztlichen Vereins zu Hamburg, vol. 12, 1826, pp. 374-376).
- C. Heineken, «Meteorological register kept at Funchal, in Madeira, in the Year 1826», Philosophical Magazine, December 1827, Vol. 2 (12), pp. 411-418.
- «Case of Apoplexy from Pressure of the Internal Jugular Vein, Applied to Check Hemorrhage from a Wound of That Vessel». Edinb Med Surg J., 1828 Jul 1; 30(96), pp. 103-104.
- «Observation of Fringilla canaria, Sylvia atracapilla, and other Birds of Madeira», The Zoological Journal, vol. V., pp. 70-79.
- «Notice of some of the birds of Madeira», The Edinburgh Journal of Science, vol. I (new series), Apr-Oct, 1829, pp. 229-233.
- «Notice of some of the birds of Madeira», The Edinburgh Journal of Science, vol. II (new series), Oct-Apr, 1830, pp. 145-150.
- «Descriptions of a new genus of Hemiptera (Cerascopus) and of a species of Hegeter. fig. (C. marginatus; H. webbianus)». Zool. Journ. 1828, 5, p. 35—40. Rep. Isis, 1831. I. p. 101—104.
- «Observations on the reproduction of the members in spiders and insects». Zoological Journal, 15 (1829). T. 6. p. 422—432. Rep.: Isis, 1831. XII. p. 1358; Féruss. Bull. 1830. T. 21. p. 167—168; Froriep Notiz. 1830. T. 28. p. 131—185; p. 194—201.
- «Entomological Notices». fig. (Geotrup. stercorarius; Blaps; Gefühl bei Insecten)». Zool. Journ. 1830. T. 5. p. 191—221; Isis, 1832. VI. p. 661.